# Мельничное (озеро)
Мельничное (луговомар. Вакшъер) — озеро в Марий Эл, Россия. Находится на территории национального парка «Марий Чодра», в низовьях Илети, к западу от дороги Йошкар-Ола — Казань. В озеро впадает протока из озера Большой Кичиер, вытекает река Югудем (Сизе), впадающая в Илеть.
Озеро образовано мельничной плотиной. На берегах произрастают смешанные и хвойные леса. На озере расположено 17 островов.